# Isaías Sávio
Isaías Savio Burlo (Montevidéu, 1 de outubro de 1900 — São Paulo, 1977) foi um concertista e pedagogo uruguaio, radicado no Brasil. Estudou piano na infância, durante quatro anos e, a seguir, optou pelo violão clássico.
Filho de Ángel Savio e Rosa Burlo, foi aluno de Conrado Koch, deu concertos por toda a América do Sul e, a partir de 1931, radicou-se em São Paulo, onde assumiu a cátedra de violão clássico no Conservatório Dramático e Musical de São Paulo. Em 1963 naturalizou-se brasileiro.
Isaías Sávio foi também um notável compositor, com muitas peças inspiradas no folclore brasileiro.
Foi professor de grandes talentos do violão clássico brasileiro: o compositor e arranjador Marco Pereira, o maestro Antônio Manzione, o compositor Jônatas Batista Neto, os concertistas Antonio Carlos Barbosa Lima e Maria Lívia São Marcos e ainda o pedagogo Henrique Pinto. Foi também professor do compositor e violonista Luiz Floriano Bonfá e professor de música erudita do cantor, compositor e violonista Toquinho.